# Stratum
Stratum è il secondo album in studio del gruppo musicale norvegese Drottnar, pubblicato nel 2012 dalla Endtime Productions.

## Tracce
1. We March – 3:24
2. Slave – 5:06
3. Cul-de-sac – 3:20
4. Soul Suburbia – 7:14
5. Seven Suns Shining – 3:20
6. Lucid Stratum – 4:22
7. Ersatz – 5:53
8. Wolves and Lambs – 5:40

## Formazione
- Sven-Erik Lind – voce
- Bengt Olsson – chitarra
- Karl Fredrik Lind – chitarra
- Håvar Wormdahl – basso
- Glenn-David Lind – batteria